# Jens Kujawa
Jens Ingo Holger Kujawa   (nacido el 28 de enero de 1965 en Braunschweig, Alemania)  es un exjugador de baloncesto alemán. Con 2.13 de estatura, jugaba en la posición de pívot.

## Equipos
- 1984-1988:  Illinois Fighting Illini
- 1988-1989:  Bayer Leverkusen
- 1989-1993:  EnBW Ludwigsburg
- 1993-1997:  Ratiopharm Ulm
- 1997-1999:  SV Oberelchingen